# InBlu
InBlu è la radio della Conferenza Episcopale Italiana, nata col nome di Blusat 2000 nel 1998. 
Fa parte del gruppo Rete Blu S.p.A., di proprietà della C.E.I., come la rete televisiva TV2000 e Avvenire.
Dall'11 gennaio 2021 è una radio nazionale DAB con il nome InBlu2000. Il suo motto attuale è: "Senti, fidati".

## Storia
Nata il 26 gennaio 1998 come Blusat 2000, offriva servizi d'informazione, programmi musicali e di intrattenimento ad emittenti radiofoniche presenti sul territorio nazionale. Oggi è un network che raggruppa un centinaio di emittenti che diffondono il segnale in tutta la penisola.
Propone un palinsesto (diffuso via satellite, via internet, via app per i dispositivi mobili e in FM nella città di Roma) di ispirazione cattolica che si caratterizza per una programmazione legata ai valori ed al servizio del territorio. La linea editoriale si sviluppa utilizzando tutti i generi della comunicazione, dall'informazione all'intrattenimento passando per musica, cultura, costume. Ciascuna radio può integrare il palinsesto all’interno della propria programmazione, in una logica di collaborazione e di condivisione.
InBlu radio si può ascoltare anche scaricando l'app gratuita oppure tramite il sito web che integra e rilancia i contenuti trasmessi. Tutte le notizie sono pubblicate e condivise anche attraverso i social media e le app. Nel 2017 è stata lanciata la WebRadio, che propone nelle sezioni del sito diversi generi: musica sacra, musica religiosa, radio stories, ecc.
Dal 2014 al 2018 direttore di rete è stato Paolo Ruffini; direttore dell'informazione è Lucio Brunelli. Dal 2018 il direttore è Vincenzo Morgante e la responsabile editoriale è Paola Gallo.

## Programmi

### Informazione e approfondimento
Cronaca, politica, esteri, economia, sport, la vita della Chiesa, le parole e i viaggi del Papa. Un’informazione completa senza filtri con numerose edizioni quotidiane di in Blu Notizie, il giornale radio, e con programmi d’approfondimento. Il primo appuntamento con l’informazione è alle 7 e l’ultimo alle 19 (il sabato alle 18). Approfondimenti durante tutta la giornata con Buongiorno in Blu, Piazza in Blu, Ecclesia, Atlante, Pomeriggio in Blu, Buona la prima, Il portone di bronzo.

### Cultura e intrattenimento
Arte, musica, letteratura, cinema, teatro, ambiente sono tutti territori interessanti per InBlu radio. Insieme a storie di uomini e donne, preferibilmente attraverso il racconto diretto dei protagonisti. Palinsesto ricco a partire dalle 10: Mattinata in Blu, Cosa c’è di buono, Pensieri e Parole, Dio li fa e poi li accoppia, Tana libera tutti, c’è sempre una canzone, Soul, Radio libera tutti, Storie di note, Playlist in Blu, What’s on, Cosa succede in città, In Blu classica, a tempo di musica, La musica è ribelle con Eugenio Finardi, La valigia dell’attrice, AtuXTV.

### Spiritualità
Diversi i programmi religiosi. Tutti i giorni c’è il commento al Vangelo con il programma Prima di tutto; dal lunedì al venerdì la preghiera In Blu spirito e Verità. La domenica ci sono Orizzonti meditazioni, Non un giorno qualsiasi, la Messa, l’Angelus recitato dal Papa. Il sabato la biblioteca di Gerusalemme, il sabato e la domenica Pastori, interviste a vescovi italiani.

### Rubriche
Numerosi appuntamenti fissi nel corso della settimana che si occupano di sport, economia, libri, cinema, web, arte, lirica.

## Sede
I programmi di inBlu Radio vengono realizzati nelle due sedi di Milano e Roma, dotate di otto studi di registrazione.
La sede legale è a Roma, in via Aurelia 796.
La sede milanese è in viale Marche 15.

## Emittenti collegate
- Radio L’Aquila 1
- Radio Luce Abruzzo inBlu
- Radio Speranza inBlu
- Radio Laser
- City Radio InBlu
- Radio Kolbe Melfi
- Radio Jobel inBlu
- Radio Blu Italia
- Radio Clip Amica inBlu
- Radio Squillace 92 inBlu
- Antenna Febea inBlu
- Promoradio Network inBlu
- Radio Speranza
- Radio Carpine Visciano
- Radio Nettuno
- Radio Fiore
- Ravegnana Radio inBlu
- Radio Icaro inBlu
- Radio Palazzo Carli inBlu
- Radio Voce nel Deserto
- Radio Nuova Trieste inBlu
- Radio Mortegliano
- Radio Spazio – La Voce del Friuli
- Nuova Rete Sora
- Radio Lazio inBlu
- Radio Civita inBlu
- Radio Gioventù inBlu
- Radio Aldebaran
- Teleradio Pace
- Radio 2.0
- Radio Pianeta
- Radio Basilica Verolanuova inBlu
- Radio Claronda inBlu
- Radio Città Bollate
- Trasmissioni Radio Malvaglio
- Radio E.C.Z. inBlu
- Radio Voce Camuna inBlu
- Radio Voce
- Radio Mater
- Radio Antenna 5 inBlu
- Radio Cittanova inBlu
- Radio Lodi
- Radio Cernusco Stereo inBlu
- Radio Magenta
- Radio Marconi
- Radiomissione inBlu
- Radio Missione Francescana inBlu
- Radiorizzonti inBlu
- Radio S. Maria Assunta
- Pienneradio
- Radio Duomo inBlu
- Radio Ascoli inBlu
- Radio Fermo Uno
- Radio C1 inBlu
- Radio Nuova Macerata inBlu
- Radio Incontro Pesaro
- Radio Acqui Vallebormida inBlu
- Radio PNR inBlu
- Radio S. Paolo della Croce
- BluRadio inBlu
- Radio Nichelino
- Radio Esse Effe inBlu
- Radio City- La città che vive
- Radio al Servizio della Div. Misericordia
- Radio S. Maria dei Miracoli
- Radio Amicizia inBlu
- Radio Bombo
- Radio Centro
- Radio One inBlu
- Idea Radio inBlu
- Radio Città Nuova inBlu
- Radio Libera inBlu
- Radio Dara
- Radio Diaconia inBlu
- Radio Frate Sole inBlu
- R.A.I. Costa del Sud inBlu
- RadiOstuni inBlu
- Radio Non Tacere inBlu
- Radio Orizzonti Activity
- Radio Salentina
- Radio Studio 104 inBlu
- Radio Luce P.Pio
- TELE RADIO CATTOLICA
- Radio Bonaria
- Radio Kalaritana
- Radio S. Elena
- Radio San Pietro
- TeleRadio Maristella
- Radio Barbagia
- Radio Planargia inBlu
- Radio Studio 2000
- Radio Diocesana Concordia inBlu
- Radio Comunità Nuova
- Radio Gemini Centrale
- Radio S. Stefano
- Radio Torre Ribera inBlu
- Radio Studio Italia
- Radio Onda Libera inBlu
- Radio Interparr. Mistretta inBlu
- Radio Luce InBlu
- Radio Tindari
- Radio Messina Quartiere inBlu
- Radio Spazio Noi inBlu
- Radio Karis
- Radio Una Voce Vicina inBlu
- Radio Incontri Valdichiana inBlu
- Radio Toscana
- Radio Incontro
- Mia Radio
- Radio Sacra Famiglia inBlu
- Radio Comunità Cristiana inBlu
- Radio Gente Umbra
- Umbria Radio inBlu
- Radio Tna
- Radio Proposta inBlu
- Radio Piave inBlu
- Radio Diva
- Radio Kolbe inBlu
- Radio Luce
- Radio Oreb
- Radio S.M.M. Kolbe
- Radio Santa Teresa in Blu
- Radio ECZ …inBlu